# ماي ياماغوتشي
ماي ياماغوتشي (3 يوليو 1983 في اليابان - ) (بالكانا:やまぐち まい) هي لاعب كرة طائرة شاطئية ولاعبة كرة طائرة يابانية في مركز ضارب خارجي ‏. شاركت في الكرة الطائرة في الألعاب الأولمبية الصيفية 2016 والألعاب الأولمبية الصيفية 2012. ولعبت مع Okayama Seagulls ‏.

## وصلات خارجية
- ماي ياماغوتشي على موقع عالم الكرة الطائرة (الإنجليزية)
- ماي ياماغوتشي على موقع الدوري الياباني (سيدات) (اليابانية)
- ماي ياماغوتشي على موقع الدوري الياباني (مؤرشف) (اليابانية)
- ماي ياماغوتشي على موقع الدوري الياباني (مؤرشف) (اليابانية)
- ماي ياماغوتشي على موقع الدوري الياباني (مؤرشف) (اليابانية)
- ماي ياماغوتشي على موقع أوليمبيديا (الإنجليزية)